# The Left Hand of God
The Left Hand of God (La mà esquerra de Déu) és una pel·lícula de 1955 dirigida per Edward Dmytryk amb Humphrey Bogart com a protagonista. Està basada en la novel·la homònima de William Edmund Barrett.

## Argument
Bogart és un pilot nord-americà, l'avió del qual és abatut i que es fa passar per sacerdot en una petita missió catòlica de la Xina.

## Repartiment
- Humphrey Bogart: James Carmody
- Gene Tierney: Anne Scott
- Lee J. Cobb: Mieh Yang
- Agnes Moorehead: Beryl Sigman
- E. G. Marshall: Dr. David Sigman
- Jean Porter: Mary Yin
- Carl Benton Reid: Pare Cornelius
- Victor Sen Yung: John Wong
- Philip Ahn: Jan Teng
- Benson Fong: Chun Tien